# فريق رعاية المسنين الطبية
فريق رعاية المسنين الطبية يتكون من أطباء المسنين وأطباء التأهيل وهيئة التمريض والأخصائيين النفسيين وأخصائي التغذية وأخصائي الـتأهيل المعرفي واللفظي والمعالج الوظيفي والأخصائيين الاجتماعيين).

## طبيب المسنين
يكون حاصل على دراسات عليا وتدريب إكلينيكي في تخصص طب المسنين:
دوره في فريق الرعاية:
- العناية بالمشاكل الطبية التي يعاني منها المريض ومتابعتها.
- لقيام بالمتابعة المباشرة والإشراف على برنامج رعاية المسنين (يمكن في بعض المهام أن ينيب عنه أو يفوض بعض أعضاء الفريق ذوي التدريب المتخصص في رعاية المسنين)
- تقديم التثقيف الطبي للمريض وعائلته ومقدمي الرعاية

## مشكلات المسنين
تعرف المشكله Problem بأنها معوق أو شئ ضار وظيفيا وبنائيا ويقف حائلا أمام إشباع الاحتياجات الإنسانية، أو أنها ظرف يعتقد أنه مهدد لقيمه اجتماعيه ومع ذلك يمكن تغيره عن طريق الأفعال الاجتماعيه البناءة.
وتعرف أيضا بأنها الصعوبات التي يتعرض لها الإنسان وتؤثر علي سلوكياته وتصرفاته وأدائه وعلاقاته بالآخرين وقد يترتب علي وجودها نتائج غير مرغوب فيها تؤثر علي الحياه الاجتماعيه ككل. وبالتالي يمكن تعريف مشكلات المسنين بأنها مواقف لا توافقيه فرديه أو جماعيه تعوق تكيفهم الاجتماعى مع بيئاتهم الاجتماعيه، كما تعوق استثمارهم للموارد المتاحه.

### المشكلات الصحية
تتوقف الحالة الصحية للمسن على مجموعة من العوامل الاجتماعية مثل مستوى المعيشة، درجة التعليم مدى اهتمامه بالفحص الطبي الدوري وقدرته علي تحمل نفقات العلاج من عدمه، إلى جانب مدى وعي المسن وأسرته بأمراض الشيخوخة وإهمال المسن لنفسه وعدم طلبه للمساعده حتى تسوء حالته. وكذلك تتأثر صحة المسن بنوعية وكمية الغذاء وطبيعة المهنة التي كان يعمل بها، والبيئة التي ينتمي إليها سواء كانت طبيعية أو اجتماعيه، ذلك لأن كثرة استخدام أي عضو من أعضاء الجسم يؤخر الشيخوخة.
أهم الأمراض التي يتعرض لها المسنين:
- أمراض القلب والجهاز الدوري:مثل تصلب الشرايين، ارتفاع ضغط الدم ومضاعفاته.
- أمراض الجهاز الهضمى:مثل صعوبة البلع، أمراض الأسنان، أمراض الكبد.
- أمراض الجهاز الحركي:مثل التهاب المفاصل والعمود الفقري.
- أمراض الجهاز العصبي:مثل قصور الدورة الدموية المخيه، الشلل الرعاش.
- أمراض الحواس: مثل طول النظر، ضعف البصر ضعف السمع.[6]

### المشكلات النفسية
إذا كان المرض الجسمي يفرض على المريض بعض المحاذير والقيود في طريقة معيشته، فإن المشكلات النفسيه تؤثر على المريض وتعوق توافقه، ومن الممكن أن يكون لها أعراض جسمانيه منها فقدان الوزن والإمساك.
ومن أهم المشكلات التي يعاني منها المسن:
- القلق: هو انفعال غير سار و إحساس بالتوتر وخوف دائم لا مبرر له من الناحية الموضوعية.[8]
- الشعور بالوحدة
- النكوص:هو تراجع المسن إلى أساليب من السلوك والتفكير لا تتلاءم مع مرحلته العمرية مما يمثل صعوبة في التعامل معه.[9]

### المشكلات العقلية
تتمثل المشكلات العقليه للمسنين في ذهان الشيخوخة (عته الشيخوخة)والذي يشمل ضعف الذاكرة والنسيان، اضطرابات البارانويا.

## ممرض المسنين
يكون حاصل على دراسات عليا وتدريب إكلينيكي في تمريض المسنين:
دوره في الرعاية:
- جمع البيانات عن صحة المسنين وأداءهم الوظيفي بطريقة علمية وبصفة دورية.
- اكتشاف مشكلات المرضى بناء علي البيانات التي يتم تجميعها.
- المشاركة وتنظيم القيام بخطة الرعاية بواسطة:

• تنظيم نقل ودخول المرضي للقسم.
• تقديم التثقيف الطبي للمريض وعائلته ومقدمي الرعاية
• تنسيق رعاية المرضي بواسطة باقي أعضاء فريق رعاية المسنين أثناء اجتماع الفريق.
- دعوة المريض ومقدمي الرعاية للمشاركة في:

• تقييم المريض
• وضع أهداف العلاج وتطوير
• مراجعة خطة العلاج.
- تقديم المساعدة للمريض وعائلته ومقدمي الرعاية قبيل الخروج لاختيار أنسب الأماكن للخروج عليها حسب حاجة المسن

## الأخصائي الاجتماعي
- تقديم تقييم شامل لظروف المسن الاجتماعية والتواصل مع أهل المريض و مع مقدمي الرعاية.
- تنسيق لقاء أسرة المريض مع أعضاء فريق رعاية المسنين المناسبين للتواصل حول خطة الرعاية حسب الحاجة.
- تقديم المشورة لفريق رعاية المسنين حول تأثير المشاكل الاجتماعية والعاطفية على أداء المريض.
- وضع الجزء الخاص العلاج الاجتماعي من خطة علاج المسن وذلك يشمل التدخلات على المستوى الفردي والعائلي والجماعي.
- تقديم التثقيف الطبي للمريض وعائلته ومقدمي الرعاية.
- القيام بالاتصال والتنسيق مع جهات الرعاية الاجتماعية داخل المستشفي وخارجها للقيام بواجبها وتسهيل خروج المريض.
- تقديم المساعدة للمريض وعائلته ومقدمي الرعاية قبيل الخروج لاختيار أنسب الأماكن للخروج عليها حسب حاجة المسن.
- تحفيز استقلالية المريض بتقديم الرعاية لمقدمي الرعاية للمسنين بتوفير خدمات الدعم والمشورة والتحويل.

### الممارسة العامة للخدمة الاجتماعية في مجال رعاية المسنين
1. أنها تقدم منظورا يمكن بواسطته أن يرى الممارس العام موقف الممارسة حيث تقوم نظريه النسق الاجتماعى بمساعده في التركيز علي التفاعل بين الأنساق أي تفاعلات الشخص مع البيئة.
2. بدلا من محاوله جعل موقف العميل ملائما للاتجاه المنهجى للأخصائي الاجتماعى فإن الموقف ينظر إليه علي أنه يحدد مدخل الممارسة واستخدامه بواسطه الأخصائي الاجتماعى وهكذا فإن المطلوب من الأخصائي أن تكون لديه معرفه واسعه وأساس للمهارات التي تخدم العملاء والقدرة علي الاختيار من هذه القاعدة لمواجهة حاجات العملاء.[11]

### أهداف الممارسة العامة للخدمة الاجتماعية في مجال رعاية المسنين
1. مساعده المسن علي مواجهة ضغوط الحياه والمواقف التي يمر بها نتيجه أنتقاله إلى مرحله الشيخوخة.
2. مساعده كبار السن علي مواجه المشكلات التي تعترضهم خاصه.[12]
3. ترشيد أساليب رعايه المسنين وتطويع إجراءات التقدم لطلب الخدمات لتيسير استفادتهم من الخدمات والعمل علي تغيير سياسه المؤسسة لتقديم أفضل الخدمات.
4. المساهمة في تحقبق توافق المسن كفرد وكعضو في جماعه مع بيئته من أجل إحداث التغيير الفردى والمجتمعي الذي يسهم في ربط المسنين بالأنظمة التي توفر لهم الخدمات.[12]
5. المساهمة في رسم السياسة الاجتماعيه لرعايه المسنين ووضع الخطط التي تحقق أهداف تلك السياسات في إطار السياسة العامه للمجتمع.
6. المساهمة في الإعداد لعمليه التقاعد من خلال مد الأفراد الذين يصلون إلى مرحله العمر المتوسط بمجموعه من المعلومات والمهارات.[12]
7. المساهمة في توعيه أفراد المجتمع وعامه الشعب سواء من لايقعون في سن الشيخوخة أو المسنين أنفسهم باحتياجات المسنين ومدى مساهمتهم في تنميه مجتمعهم.
8. المساهمة في إعداد جيل من الأخصائين الاجتماعين القادريين علي ممارسه عملهم بعد التخرج في مجال رعايه المسنين.[12]

### أنساق التعامل في مجال رعاية المسنين
يستخدم الأخصائي الاجتماعي نموذج تحليل الأنساق في الخدمة الاجتماعيه للعالمتين "ألين بنكس وآن ميناهان"وذلك لتعزيز فاعليه التدخل المهنى لمواجه المشكلات والمواقف مع المسنين.
- نسق محدث التغير:ويستخدم هذا النسق لوصف مختلف الأخصائيين الاجتماعين الذين بقدمون المساعدة وغالبا ما يتكون من الأخصائي الاجتماعي المحدث الأساسي للتغير والناس الذين هم جزء من المؤسسة.
- نسق العميل:ويشمل المسنين الذين سيتم إقرار تقديم الخدمات لهم والذين يتعرضون لطلب لتلقي الخدمات.[14]
- نسق الهدف:ويشمل هؤلاء الناس [المسنين] الذين يتقرر احتياجهم للتغير لتحقيق الأهداف التي يضعها محدث التغير، ويعتبر نسق الهدف هو نسق المستهدف بالتغير لصالح نسق العميل.
- نسق الفعل:يشمل الأخصائي الاجتماعي محدث التغير، وكل هؤلاء الأشحاص المنهمكين معه لإحداث التغير.[15]
- النسق المهنى:يتكون النسق المهنى من المنظمات المهنيه للأخصائيين الاجتماعين والتي تعطيهم الاعتراف المجتمعي والنسق التعليمى الذي يساهم في إعداد الممارس العام.
- نسق تحديد المشكله: النسق يمثل الجزء الذي يهتم به الأخصائي الاجتماعي أو الحدود التي يعمل في إطارها بتنفيذ التدخل المهنى.[16]

### أدوار الممارس العام في مجال رعاية المسنين
يساعد الممارس العام في مواجهة مشكلات متعدده لأنساق التعامل في مجال رعايه المسنين عن طريق استخدامه لأساليب مختلفه وكذلك عند توليه للعديد من الأدوار والدور هو سلوك ونشاط متضامنا في أداءه بعض المهام والمسؤوليات المحدده.
وأهم أدوار الممارس العام في مجال رعايه المسنين:
1. دور الممكن.
2. الدور التربوي.
3. دور مقدم التسهيلات.
4. دور الوسيط.[18]
5. دور مانح القوه.
6. دور المخطط.
7. دور المعالج.
8. دور المدافع.
9. دوره كباحث وجامع للبيانات.[19]

## طبيب نفسي المسنين
- تقييم المسنين والمشاركة في تشخيص وخطة علاج المسنين الذين يعانون من أمراض نفسية-باطنية ومشاكل وظائف المخ المعرفية والمشاكل المزاجية أو الإدمان أو مشاكل السمات الشخصية.
- تقديم المشورة لفريق رعاية المسنين حول بعض المشاكل ذات الصفة البيولوجية-النفسية-الاجتماعية المشتركة.

## الأخصائي النفسي
- عمل مسح شامل للمشاكل المعرفية والعاطفية والسلوكية للمريض.
- تنبيه فريق رعاية المسنين لاستشارة طبيب نفسي المسنين عند الحاجة.
- إشراك العائلة ومقدمي الرعاية في عملية التقييم السيكولوجي وخطة العلاج حسب الحاجة.
- تقديم المشورة لفريق رعاية المسنين للمساعدة في حل بعض مشكلات التواصل بين الفريق وسلس الأداء الوظيفي.

## أخصائي التغذية
- عمل التقييم الغذائي والمشاركة في خطة العلاج.
- متابعة وتقييم تقديم التغذية العلاجية للمرضى.
- تقديم التثقيف الطبي لفريق رعاية المسنين وللمريض وعائلته ومقدمي الرعاية حول احتياجات المسنين الغذائية الخاصة.

## الصيدلي
- متابعة وتقييم عملية وعواقب العلاج الدوائي وذلك عن طريق تطبيق أساسيات الحركيات الدوائية والصيدلة الإكلينيكية.
- المساعدة لتفصيل نظام الأدوية تبعا لظروف كل حالة مرضية.
- مناظرة نظام الأدوية لكل مريض لاكتشاف احتمالية أي تفاعل interaction أو تداخل interference أو عدم توافق incompatibilities بين الأدوية.
- تقديم التعليم الطبي المستمر لفريق رعاية المسنين.
- تقديم التثقيف الطبي للمريض وعائلته ومقدمي الرعاية حول مشاكل الأدوية في المسنين وأهمية الالتزام بالنظام الدوائي.

## طبيب الأسنان
- المسح الطبي لمشاكل الفم والأسنان وأي تركيبات صناعية بالفم.
- تقديم العلاج لأي مشاكل في الفم أو الأسنان.
- تقديم التثقيف الطبي لفريق رعاية المسنين وللمريض وعائلته ومقدمي الرعاية حول مشاكل الفم والأسنان والحفاظ على صحة الفم.

طبيب الطب الطبيعي وأخصائي التأهيل:
- المشاركة في تقييم المريض من حيث الأداء الوظيفي وتعليم المريض وعائلته كيفية تحسين الأداء الوظيفي.
- عمل البرامج اليومية والأسبوعية لتحسين وحفظ مستوى الأداء الوظيفي للمريض.
- التخطيط طويل المدى للتأهيل متضمنا العلاج الطبيعي والمعالجة الوظيفية والحركية والعلاج الترفيهي والعلاج لمشاكل الكلام والبلع حسب الحاجة.

## اختيار المريض الملائم
اختيار المريض الملائم لعلاجه بواسطة طبيب المسنين وفريق رعاية المسنين:
أثبتت الدراسات أن برامج رعاية المسنين الطبية تحقق نجاح مع حالات معينة من المرضى المسنين.
لم تثبت الدراسات علاقة العمر الزمني والإفادة من برامج رعاية المسنين الطبية. بالرغم من أنه مع تقدم العمر تزداد مشاكل تعدد الأمراض والFraility ومتلازمات أمراض المسنين الشهيرة.
خصائص المرضى المسنين الذين سيستفيدون من برامج رعاية المسنين على الأرجح:
§ العمر الزمني 60 عام أو أكبر
§ تعدد المشاكل الطبية ومشاكل الأداء الوظيفي وبعض المشاكل السيكولوجية والاجتماعية.
§ السن الذي يعاني من واحدة أو أكثر من متلازمات أمراض المسنين الشهيرة مثل: الفشل المخي Dementia والهذيان Delerium وتدهور الأداء الوظيفي Functional decline أو سلس البول Urinary incontinance أو الإفراط الدوائي Polypharmacy أو الإساءة للمسن Elderly abuse أو السقوط ومشاكل المشي Unsteady Gait/ Falls أو سوء التغذية Malnutrition أو الاكتئاب Depression.
خصائص المرضى المسنين الذين لن يستفيدوا من برامج رعاية المسنين على الأرجح:
- المريض المسن الذي يعاني من مشكلة طبية تستدعي رعاية مركزة Intensive care unit (يحتاج رعاية مركزة).
- من يعاني من مرض موثق ينهي الحياة في أقل من 6 شهور مثل الأورام الخبيثة الثانوية وفشل عضلة القلب المتقدم وفشل وظائف الكبد المتقدم (يحتاج رعاية ملطفة أو رعاية نهائية).
- من يحتاج رعاية كاملة مثل: مرضى الفشل الدماغي الشديد Severe irreversible Dementia أو جلطات المخ الشديدة Severe cerebral vascular accident ويعاني من:
- شبكة دعم اجتماعي غير كافية لتأمين عودته للمنزل.
- يفتقد القابلية للتأهيل الملائم لخروجه فيما بعد إلى مستوى الرعاية المناسب.
- يعاني من الإدمان حالياً.
- يظهر أو يبدى قلة الاهتمام أو الرفض الموثق للمشاركة في خطة التقييم والعلاج وذلك في غياب الاكتئاب أو قصور وظائف المخ المعرفية.
- المسنين الذين يعانون من مشاكل

## المصدر
1. ↑  محمد نجيب توفيق:الخدمه الاجتماعيه مع الأسره والطفوله والمسنين (القاهره:الانجلو المصرية،1998)ص63
2. ↑  علي السمري:دراسه المشكلات الجتماعيه "المفهوم_المدخل _المنهج "(القاهره :الزعيم للنشر،2003)ص6
3. ↑  عبد الفتاح عثمان،علي الدين السيد: الخدمه الاجتماعيه مع الفئات الخاصه"الشيخوخه والمسنين"(القاهره:مكتبه عين شمس،1997)ص81
4. ↑  ماهر أبو المعاطى علي :الخدمه الاجتماعيه في مجال رعايه المسنين "مع نماذج من رعايتهم في الدول العربية"(القاهره :مركز نشر وتوزيع الكتاب الجامعي، جامعه حلوان،2009)ص16
5. ↑  عبد المجيد عبد المحسن :الخدمه الاجتماعيه في مجال رعايه المسنين (القاهره :دار الثقافه للطباعه والنشر والتوزيع ،1990)ص رص40:41
6. ↑  أحمد محمد السنهوري وآخرون:منهج الممارسه العامه المتقدمه للخدمه الاجتماعيه في مجال رعايه المسنين(القاهره:مركز نشر وتوزيع الكتاب الجامعي،جامعه حلوان،2006)ص ص51-53
7. ↑  حنان حسن أحمد:مشكلات المسنين والنظريات المفسره لها في:ماهر ابو المعاطى علي وآخرون :الممارسه العامه في الخدمه الاجتماعيه في مجال رعايه المسنين (القاهره:مركز نشر وتوزيع الكتاب الجامعى ،جامعه حلوان،2005)ص56
8. ↑  أحمد محمد عبد الخالق :قلق الموت ،مجلة عالم المعرفه،المجلس الوطنى للثقافه والفنون والآداب ،الكويت ،العدد111،مارس 1987،ص27.
9. ↑  ماهر ابو المعاطى علي :الخدمه الاجتماعيه في مجال رعايه المسنين "مع نماذج من رعايتهم في الدول العربية"(القاهره:مركز نشر وتوزيع الكتاب الجامعى ،جامعه ححلوان،2009)ص137
10. ↑  سمر صبحى عمر يوسف:التدخل المهنى من منظور الممارسه العامه للخدمه الاجتماعيه لتمكين المسنين بالمؤسسات الإيوائيه ،رساله دكتوراه غير منشوره ،كليه الخدمه الاجتماعيه ،جامعه حلوان،2007،ص84
11. ↑  Armando Moraless Brad ford w. Sheafor: social work A profession of many faces (London ,Allyn & Bacon,Sydney Toronto,1989(pp. 22-23
12. 1 2 3 4  ماهر أبو المعاطى علي:الممارسه العامه في الخدمه الاجتماعيه في مجال رعايه المسنين(جامعه حلوان،مركز نشر وتوزيع الكتاب الجامعي،2005)ص ص62-67.
13. ↑  أحمد محمد السنهوري:موسوعه منهج الممارسه العامه المتقدمه للخدمه الاجتماعيه وتحديات القرن الواحد والعشرين الميلادى (الجزء الرابع،القاهره:دار النهضه العربية ،2007)ص ص 338-340.
14. ↑  أ.د نصر خليل عمران وآخرون:الممارسه العامه للخدمه الاجتماعيه في مجال رعايه المسنين (جامعه حلوان -كليه الخدمه الاجتماعيه - قسم مجالات الخدمه الاجتماعيه)ص 313.
15. ↑  أ.د نصر خليل عمران وآخرون:الممارسه العامه للخدمه الاجتماعيه في مجال رعايه المسنين (جامعه حلوان -كليه الخدمه الاجتماعيه - قسم مجالات الخدمه الاجتماعيه)ص314.
16. ↑  أ.د نصر خليل عمران وآخرون:الممارسه العامه للخدمه الاجتماعيه في مجال رعايه المسنين (جامعه حلوان -كليه الخدمه الاجتماعيه - قسم مجالات الخدمه الاجتماعيه)ص ص 315-316.
17. ↑  أ.د نصر خليل عمران وآخرون:الممارسه العامه للخدمه الاجتماعيه في مجال رعايه المسنين (جامعه حلوان -كليه الخدمه الاجتماعيه - قسم مجالات الخدمه الاجتماعيه)ص 342.
18. ↑  .د نصر خليل عمران وآخرون:الممارسه العامه للخدمه الاجتماعيه في مجال رعايه المسنين (جامعه حلوان -كليه الخدمه الاجتماعيه - قسم مجالات الخدمه الاجتماعيه)ص ص343-344.
19. ↑  .د نصر خليل عمران وآخرون:الممارسه العامه للخدمه الاجتماعيه في مجال رعايه المسنين (جامعه حلوان -كليه الخدمه الاجتماعيه - قسم مجالات الخدمه الاجتماعيه)ص  344:346.

- نشرات التوعية الصحية - المجموعة العلمية لطب المسنين - القاهرة.
- نشرات التوعية الصحية - قسم طب المسنين - كلية الطب - جامعة عين شمس.